# 後翼環宇海龍
後翼環宇海龍（学名：Cosmocampus retropinnis），为輻鰭魚綱棘背魚目海龍魚科的其中一種，分布於東大西洋區，從摩洛哥至甘比亞海域，棲息深度7-79公尺，體長可達5.2公分，棲息在沿海海域，卵胎生。